# Tijini Ben Kassou
Tijini Ben Kassou (ar. التيجيني بنقصو; ur. 2 grudnia 1950, zm. w 2016) – marokański judoka. Olimpijczyk z Monachium 1972, gdzie zajął siódme miejsce w wadze ciężkiej i w kategorii open.
Uczestnik mistrzostw świata w 1971. Zdobył dwa medale na igrzyskach afrykańskich w 1973 roku.

## Letnie Igrzyska Olimpijskie 1972
| Konkurencja | Eliminacje                  | Eliminacje        | Repasaże             | Klas. końcowa |
| Konkurencja | Przeciwnik I                | Przeciwnik II     | Przeciwnik I         | Miejsce       |
| ----------- | --------------------------- | ----------------- | -------------------- | ------------- |
| +93 kg      | Pürewijn Dagwasüren (MGL) Z | Wim Ruska (NED) P | Larry Nelson (USA) P | 7.            |

| Konkurencja | Eliminacje          | Eliminacje            | Eliminacje                   | Repasaże              | Klas. końcowa |
| Konkurencja | Przeciwnik I        | Przeciwnik II         | Przeciwnik III               | Przeciwnik I          | Miejsce       |
| ----------- | ------------------- | --------------------- | ---------------------------- | --------------------- | ------------- |
| open        | Juan Marín (PUR) WO | Matthew Folan (IRL) Z | Jean-Claude Brondani (FRA) P | Alfred Rogers (CAN) P | 7.            |